# 王應元 (通州進士)
王應元（1603年—？），號春臺，北直隸順天府通州军籍，山西平阳府蒲州人，明朝末年政治人物。

## 生平
天啓元年（1621年）辛酉科順天鄉試舉人，崇祯七年（1634年）登甲戌科三甲三十六名進士，在刑部觀政後，授山东恩县知县，九年任本省乡试同考官。

## 家族
曾祖王钦。祖父王盛。父亲王大宾。

## 引用
1. ↑  《崇禎七年甲戌科進士三代履歷》：王应元，曾祖钦，祖盛，父大宾。春台，易一房，癸卯年正月十九日生，顺天府通州军籍山西平阳府籍蒲州人，辛酉乡试，会试一百三十五名，三甲三十六名，都察院观政，□授恩县知县，丙子科山东乡试同考。
2. ↑  《崇祯柒年甲戌科進士履历便覽》：王应元，曾祖钦，祖盛，父大宾吾台，易一房，癸卯年正月十九日生，顺天通州军籍山西蒲州人，辛酉乡试，会试一百三十五名，三甲三十六名，刑部观政，授恩县知县，丙子本省同考。